# (13365) Tenzinyama
(13365) Tenzinyama est un astéroïde de la ceinture principale.

## Description
(13365) Tenzinyama est un astéroïde de la ceinture principale. Il fut découvert le 26 octobre 1998 à Nanyo par Tomimaru Okuni. Il présente une orbite caractérisée par un demi-grand axe de 3,03 UA, une excentricité de 0,10 et une inclinaison de 8,9° par rapport à l'écliptique.

## Compléments